# Audan Schylyoi
Der Audan Schylyoi (kasachisch Жылыой ауданы Schylyoi audany, russisch Жылыойский район Schylyoiski rajon) ist ein Bezirk im Gebiet Atyrau in Kasachstan.

## Geografie
Der Audan Schylyoi liegt im Westen Kasachstans im Gebiet Atyrau. Er grenzt im Norden an den Audan Maqat und den Audan Qysylqogha. Im Osten grenzt er an den Audan Baighanin des Gebietes Aqtöbe und im Süden an den Audan Beineu des Gebietes Mangghystau. Im Westen hat der Bezirk eine Küste am Kaspischen Meer.
Die Landschaft der Region ist flach, der westliche Teil des Bezirks wird vom Kaspischen Tiefland eingenommen. Dieser Teil liegt mehrere Meter unter dem Meeresspiegel. Im östlichen Teil des Bezirks liegt das Ustjurt-Plateau, eine ausgedehnte, wüsten- bis steppenartige Hochebene die zum Tiefland von Turan gehört. Im nördlichen Teil besteht der Boden aus Solonchak, ein Boden mit einem hohen Gehalt an leichtlöslichen Salzen. Es gibt zahlreiche kleine Salzseen. Der Fluss Emba durchfließt den Bezirk von Osten nach Westen; er entspringt im Mugodschar-Gebirge und mündet ins Kaspische Meer. Das Gebiet ist reich an Bodenschätzen, vor allem Erdöl und Erdgas.

## Geschichte
Der Bezirk wurde 1928 gegründet. Er trug den Namen Schilokossinski rajon (Жилокосинский район) und gehörte zur Oblast Gurjew; das Verwaltungszentrum des Bezirks war das Dorf Kanbakti. 1938 wurde Kostschagil das Verwaltungszentrum des Bezirks und seit 1954 ist Kulsary das Verwaltungszentrum. Ende der 1940er Jahre wurden die ersten Erdölfelder in der Region entdeckt, was die wirtschaftliche Entwicklung des Bezirks vorantrieb. 1963 wurde der Bezirk in Rajon Emba umbenannt.
Der Produktionsstart auf dem Erdölfeld Tengiz, eines der größten Ölfelder der Region, setzte ab Anfang der 1990er Jahre erneut eine Periode wirtschaftlichen Aufschwungs ein. Nach der Unabhängigkeit Kasachstans von der Sowjetunion bekam der Bezirk am 7. Oktober 1993 seinen heutigen Namen.

## Bevölkerung
Bei der Volkszählung 1999 hatte der Audan Schylyoi 57.052 Einwohner. Die Volkszählung 2009 ergab für den Bezirk eine Einwohnerzahl von 70.156. Bei der letzten Volkszählung 2021 lebten 84.908 Menschen im Audan Schylyoi. Die Fortschreibung der Bevölkerungszahl ergab zum 1. Januar 2025 eine Einwohnerzahl von 84.817.
| Einwohnerentwicklung               | Einwohnerentwicklung | Einwohnerentwicklung | Einwohnerentwicklung | Einwohnerentwicklung | Einwohnerentwicklung | Einwohnerentwicklung | Einwohnerentwicklung |
| 1939                               | 1959                 | 1970                 | 1979                 | 1989                 | 1999                 | 2009                 | 2021                 |
| ---------------------------------- | -------------------- | -------------------- | -------------------- | -------------------- | -------------------- | -------------------- | -------------------- |
| 23.707                             | 29.186               | 38.637               | 34.575               | 80.126               | 57.052               | 70.156               | 84.908               |
| Anmerkung: Volkszählungsergebnisse |                      |                      |                      |                      |                      |                      |                      |

## Verwaltungsgliederung
Der Audan ist in sieben ländliche Bezirke (kasachisch Ауылдық округ Auyldyq okrug; russisch Сельский округ Selski okrug) gegliedert (Stand: 2021).
| Ländlicher Kreis | Einwohner | Einwohner | Orte                          |
| Ländlicher Kreis | 2009      | 2021      | Orte                          |
| ---------------- | --------- | --------- | ----------------------------- |
| Qulsary          | 51.097    | 64.458    | Qulsary                       |
| Aqkiistoghai     | 2.232     | 1.454     | Aqkiistoghai                  |
| Schem            | 3.144     | 3.441     | Qarascha, Qoissary, Turghysba |
| Qaraarna         | 2.789     | 3.110     | Schoqpartoghai                |
| Schanga Qaraton  | 6.038     | 6.966     | Schanga Qaraton               |
| Qosschaghyl      | 4.287     | 4.200     | Qaraghai, Qosschaghyl         |
| Maikomgen        | 569       | 1.279     | Maikomgen                     |

## Wirtschaft
Die Wirtschaft des Bezirks ist zu einem großen Teil abhängig von der Erdölförderung. Auf dem Gebiet des Bezirks liegen dutzende Erdölfelder, die Region verfügt über die größten Erdölreserven Kasachstans. Südwestlich von Qulsary liegt das gleichnamige Erdölfeld, in der Stadt selbst gibt es eine Ölraffinerie. Im südwestlich Teil des Audan Schylyoi befindet sich an der Küste des Kaspischen Meeres das Ölfeld Tengiz, das zu den größten Ölfeldern der Welt gehört. Am Standort, der von Tengizchevroil betrieben wird, befinden sich neben einer Raffinerie auch zahlreiche weitere Produktionsanlagen.